# کاظم اسکویی

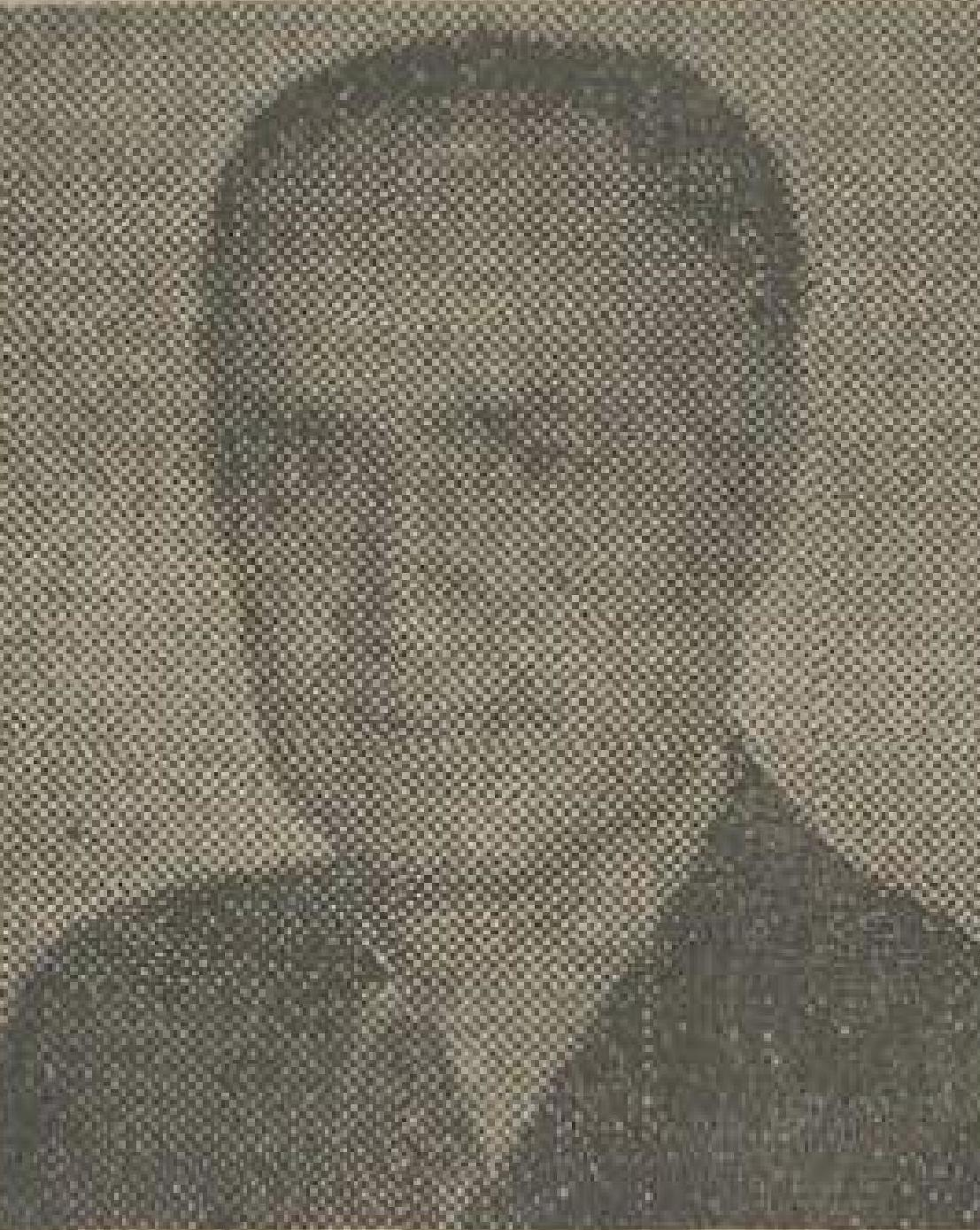
اسکویی

کاظم اسکویی (۱۲۹۸–۱۳۸۷) آخرین نمایندهٔ سبزوار در مجلس شورای ملی (دورهٔ بیست‌وچهارم) بود.
کاظم فرزند محمدتقی در ۱۲۹۸ شمسی در سبزوار به دنیا آمد. او مدرک کارشناسی حقوق داشت و پیش از نماینده شدن، صاحب‌امتیاز هفته‌نامهٔ بیهق (چاپ سبزوار) بود. با زبان‌های فرانسه و انگلیسی آشنا بود. او مدتی رئیس انجمن شهر سبزوار نیز بود.
او در انتخابات مجلس بیست و چهارم شورای ملی، از مجموع ۲۵٬۳۲۹ رأی مأخوذه در حوزهٔ انتخابیهٔ سبزوار، ۱۳٬۵۱۴ رأی اخذ کرد و به عنوان نمایندهٔ دوم حوزه به مجلس راه یافت.
پس از آنکه سید روح‌الله خمینی، مجلس شورای ملی را غیرقانونی خواند، او به همراه دیگر نمایندهٔ سبزوار، حسن متولی، و چندین نمایندهٔ دیگر در ۲۷ دی ۱۳۵۷ استعفا کرد و ۱۵ بهمن ۱۳۵۷ به ملاقات خمینی رفت. پس از انقلاب ۱۳۵۷، اموالش مصادره شد.
اسکویی در ۱۳۸۷ درگذشت.